# Варджанаулі (Кобулеті)
Варджанаулі (груз. ვარჯანაული) — село в Грузії.
За даними перепису населення 2014 року в селі проживає 7 осіб.